# Hauteville (Saboya)
 Hauteville  es una población y comuna francesa, en la región de Ródano-Alpes, departamento de Saboya, en el distrito de Chambéry y cantón de Chamoux-sur-Gelon.

## Demografía
| 200 | 209 | 200 | 187 | 187 | 233 |
| Para los censos de 1962 a 1999 la población legal corresponde a la población sin duplicidades (Fuente: INSEE [Consultar]) |     |     |     |     |     |